# Benfica (Fortaleza)
Pour les articles homonymes, voir Benfica (homonymie).

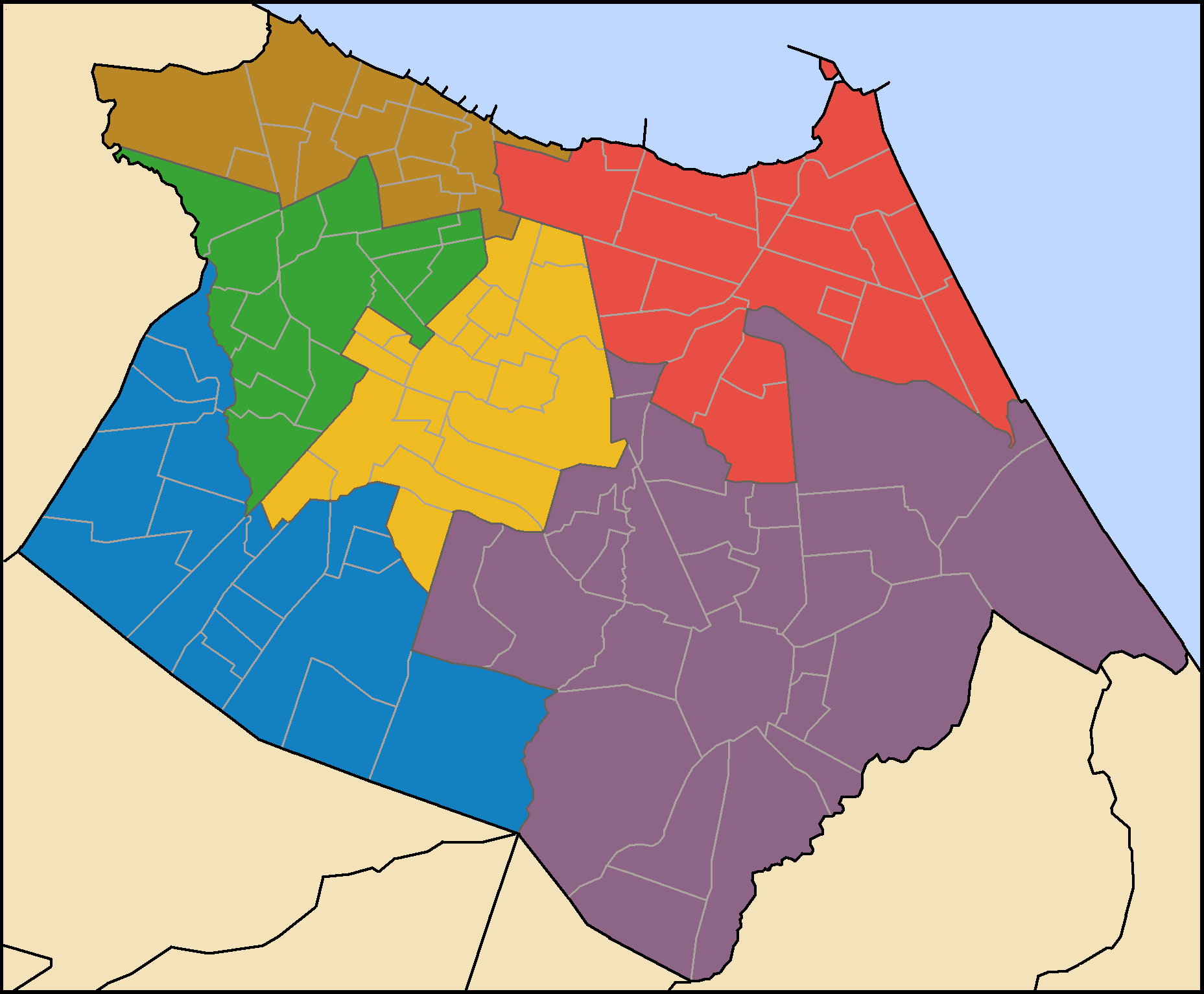
Localisation du SER IV (en jaune):
SER I
SER II
SER III
SER IV
SER V
SER VI

Benfica est un quartier de la ville de Fortaleza, au Brésil. Il est situé dans le secrétariat exécutif régional (SER) IV.